# Augsburg
Augsburg (łac. Augusta Vindelicorum) – miasto na prawach powiatu w Niemczech, w kraju związkowym Bawaria, stolica rejencji Szwabia, regionu Augsburg oraz siedziba powiatu ziemskiego Augsburg. Trzecie pod względem liczby ludności miasto Bawarii (po Monachium i Norymberdze). Leży nad rzekami Lech i Wertach, na przedgórzu alpejskim na wysokości 494 m n.p.m. Jedno z najstarszych miast niemieckich, założone przez Rzymian. Historyczna stolica Szwabii.

## Historia

### Kalendarium
- 15 p.n.e. – miasto założone jako obóz wojskowy Rzymian za czasów cesarza Oktawiana Augusta (Augusta Vindelicorum)
- rozwinęło się ze względu na położenie na szlaku przez Alpy do Norymbergi
- od VI wieku – frankońskie miasto Augsburg stało się siedzibą biskupstwa
- 955 – bitwa nad rzeką Lech w okolicach Augsburga
- 21 czerwca 1156 – nadanie praw miejskich przez cesarza Fryderyka I Rudobrodego
- 1251 – nadanie prawa posiadania pieczęci i poboru podatków
- 1276 – nadanie praw wolnego miasta Rzeszy
- w okresie XV-XVI wieku – kwitnący ośrodek Niemiec o światowym znaczeniu, między innymi dzięki rodom Welserów i Fuggerów
- sejmy okresu reformacji w latach 1530, 1548, 1555
  - 1530 – augsburskie wyznanie wiary – jeden z ważniejszych dokumentów luteranizmu
  - 1555 – zawarcie pokoju religijnego przez Ferdynanda I Habsburga
- 1648 – nadanie statusu miasta parytetowego
- 1686 – Liga Augsburska
- 1805 – wcielenie do Bawarii
- XIX wiek – szybki rozwój przemysłu
- 26/27 lutego 1944 – zbombardowanie Augsburga przez Amerykanów
- 28 kwietnia 1945 – wkroczenie do Augsburga 7. Armii Stanów Zjednoczonych

## Podział administracyjny
Miasto dzieli się na 17 dzielnic (Planungsraum), które dzielą się na 42 osiedla (Stadtbezirk).

## Przemysł
- lotniczy (centrala i zakłady Premium Aerotec Group (na terenie historycznej fabryki Messerschmitt AG) – ważnego kooperanta Airbusa oraz Eurofighter, MT Aerospace AG(inne języki) – m.in. elementy nośne rakiet Arianne, anteny)
- maszynowy (fabryka maszyn drukarskich firmy Manroland AG, fabryka robotyki przemysłowej KUKA)
- motoryzacyjny (zakłady MAN SE, Renk AG(inne języki) oraz Faurecia(inne języki))
- papierniczy (zakład UPM-Kymmene)
- elektrotechniczny (zakłady Siemens oraz Osram)
- precyzyjny

## Transport
Augsburg jest ważnym węzłem kolejowym, jednym z większych w Bawarii. W mieście znajduje się siedem stacji i przystanków kolejowych:
- Augsburg Haunstetter Straße
- Augsburg Hauptbahnhof
- Augsburg Inningen
- Augsburg Messe
- Augsburg Morellstraße
- Augsburg-Hochzoll
- Augsburg-Oberhausen

W mieście ponadto funkcjonuje sieć tramwajowa składająca się z pięciu linii zwykłych i dwóch dodatkowych.

## Zabytki
- Katedra Najświętszej Marii Panny (niem. Hohe Domkirche Unserer Lieben Frau; Augsburger Dom) z XI wieku – najstarszy zabytek miasta;
- Kościół św. Anny (St. Anna) z kaplicą Fuggerów – najstarsza budowla renesansowa w Niemczech;
- ratusz z 1620 roku ze Złotą Salą (niem. Goldener Saal) – perła niemieckiego manieryzmu;
- fontanny (m.in. dzieła A. de Vriesa) na Łysku;
- osiedle Fuggerei dla ubogich z XVI wieku, do dziś spełniające swoją funkcję;
- arsenał (niem. Zeughaus) – manierystyczna budowla z lat (1602-07);

- Pięć (z 14 niegdyś istniejących) bram miejskich (m.in. Czerwona Brama);
- Pałac Fuggerów z lat (1512-15);
- Bazylika św. Ulryka i św. Afry (Basilika St. Ulrich und Afra) – późnogotycka z XV w.;
- średniowieczny kościół św. Maurycego z nowoczesnym wnętrzem projektu Dominikusa Böhma;
- dawny kościół dominikanów – obecnie Muzeum Romańskie (Römisches Museum);
- kościół St. Peter am Perlach (znajduje się w nim obraz Marii Rozwiązującej Węzły);
- domy mieszczańskie z XVI-XVII w.;
- dom Mozarta;
- dom Brechta;
- synagoga z początków XX wieku.

## Inne atrakcje turystyczne
- ogród zoologiczny
- ogród botaniczny
- obserwatorium astronomiczne
- obserwatorium meteorologiczne
- interaktywne muzeum włókiennictwa
- sztuczny tor kajakarstwa górskiego (niem. Eiskanal), powstały na potrzeby Igrzysk Olimpijskich w Monachium w 1972 roku

## Kultura i oświata
- Uniwersytet w Augsburgu założony w 1970 roku
- Politechnika założona w 1971 roku
- Niemieckie Towarzystwo Mozartowskie powstałe w 1951 roku

## Sport
- Augsburger Panther – klub hokejowy
- FC Augsburg – klub piłkarski
  - Rosenaustadion – stadion piłkarski

## Współpraca
Miejscowości partnerskie:
- Japonia: Amagasaki, Nagahama
- Francja: Bourges
- Stany Zjednoczone: Dayton
- Niemcy: Illertissen
- Wielka Brytania: Inverness
- Chiny: Jinan
- Czechy: Liberec

## Galeria

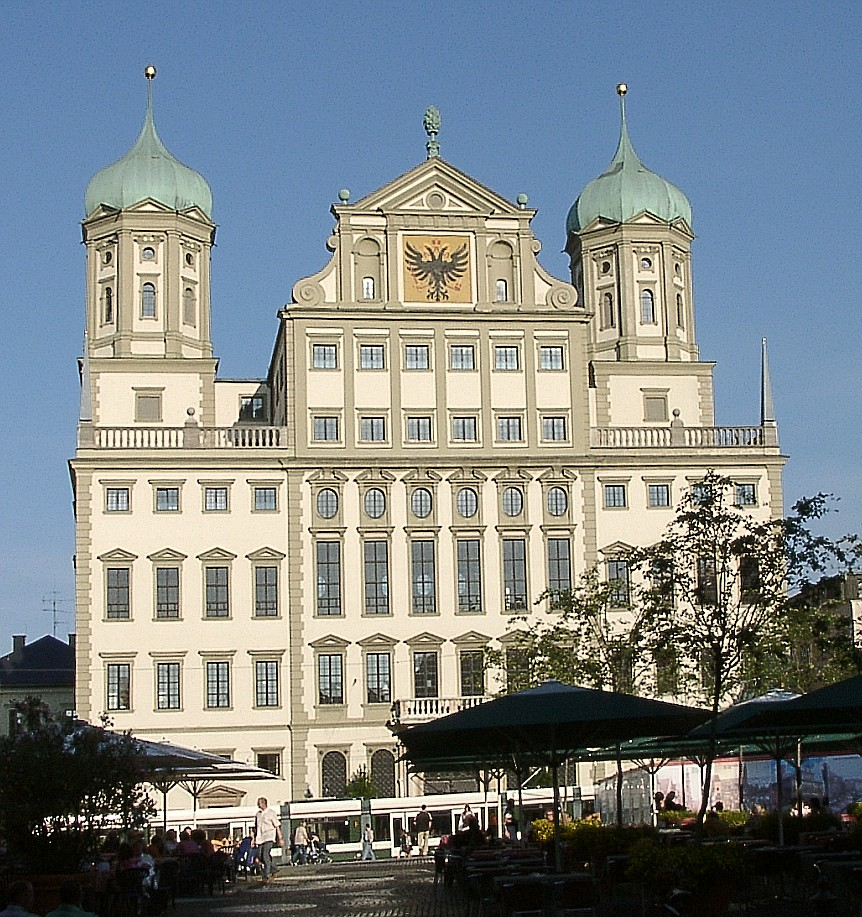
Ratusz
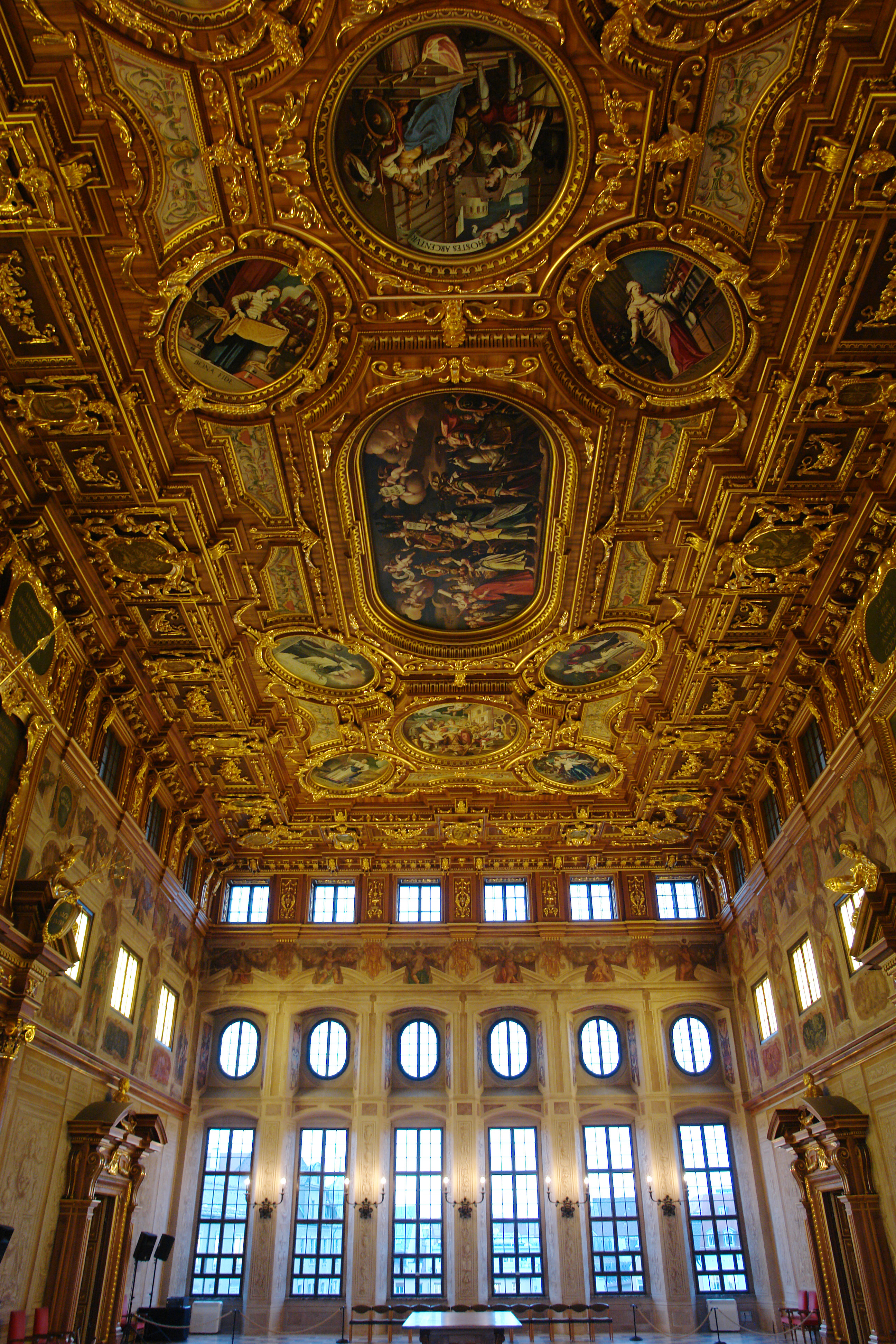
Ratusz, Złota Sala
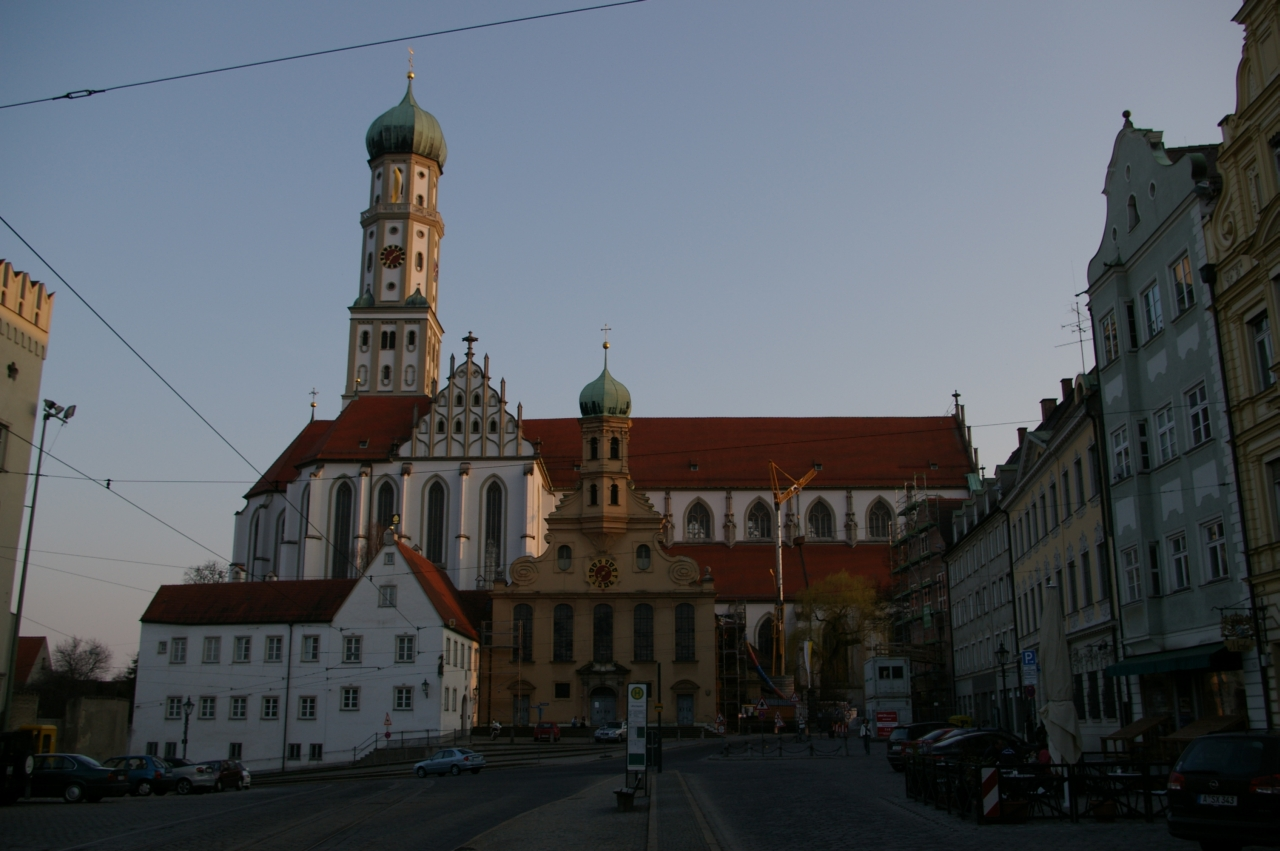
Kościół św. Ulryka i św. Afry (niem. St. Ulrich und Afra)
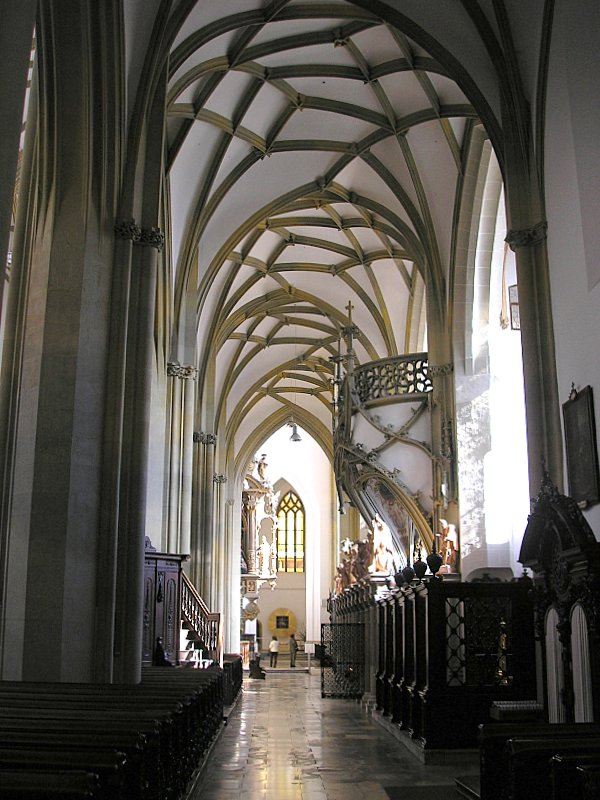
Wnętrze kościoła św. Ulryka i św. Afry
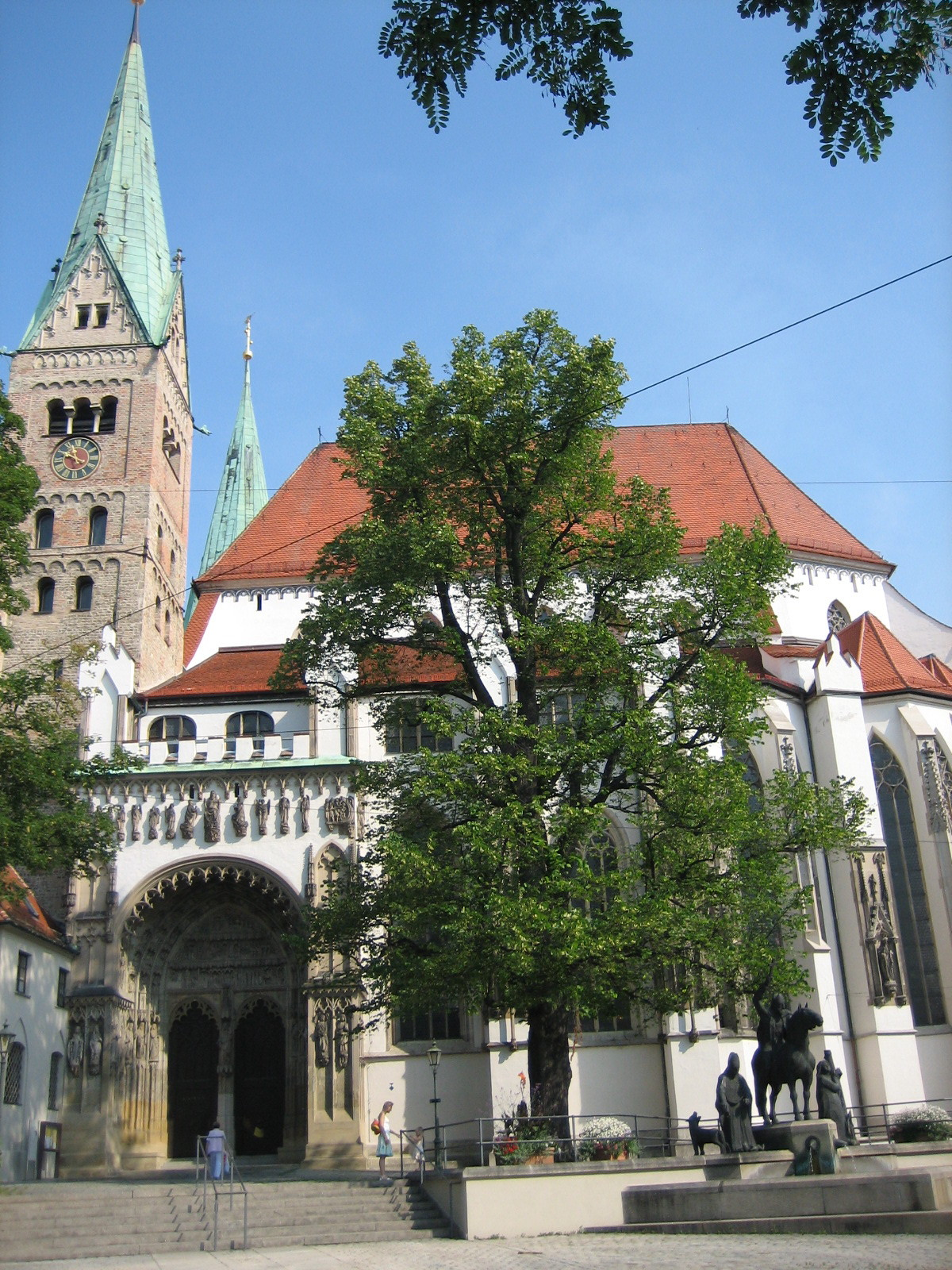
Katedra
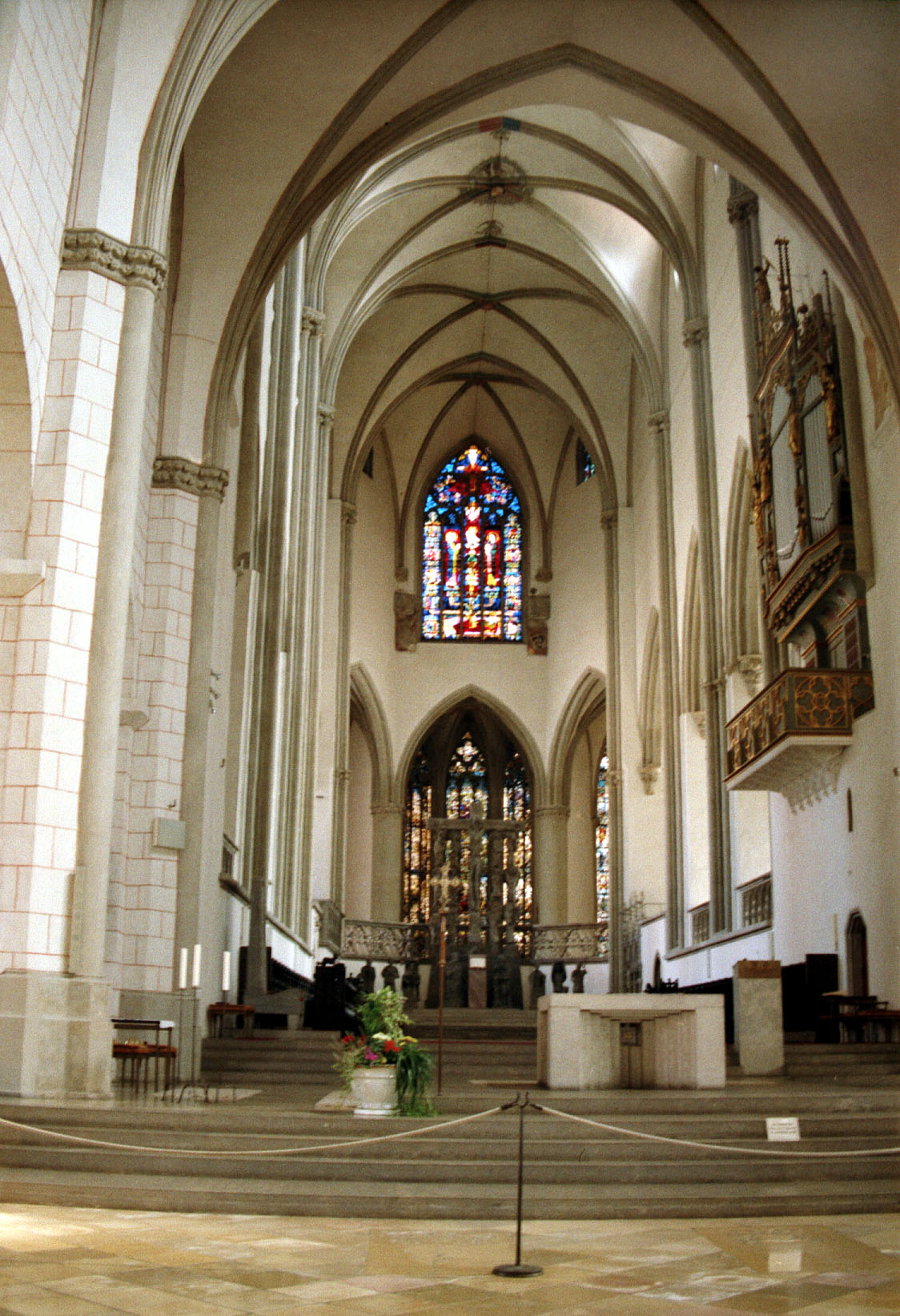
Wnętrze katedry
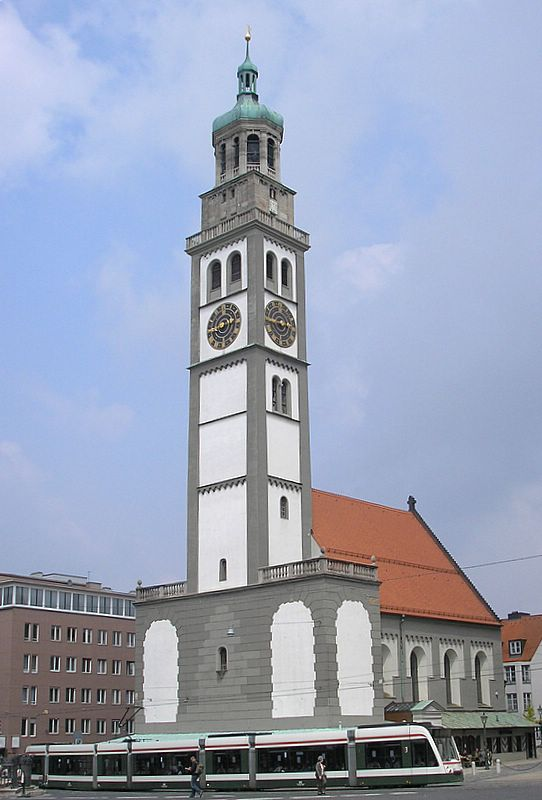
Kościół St. Peter am Perlach
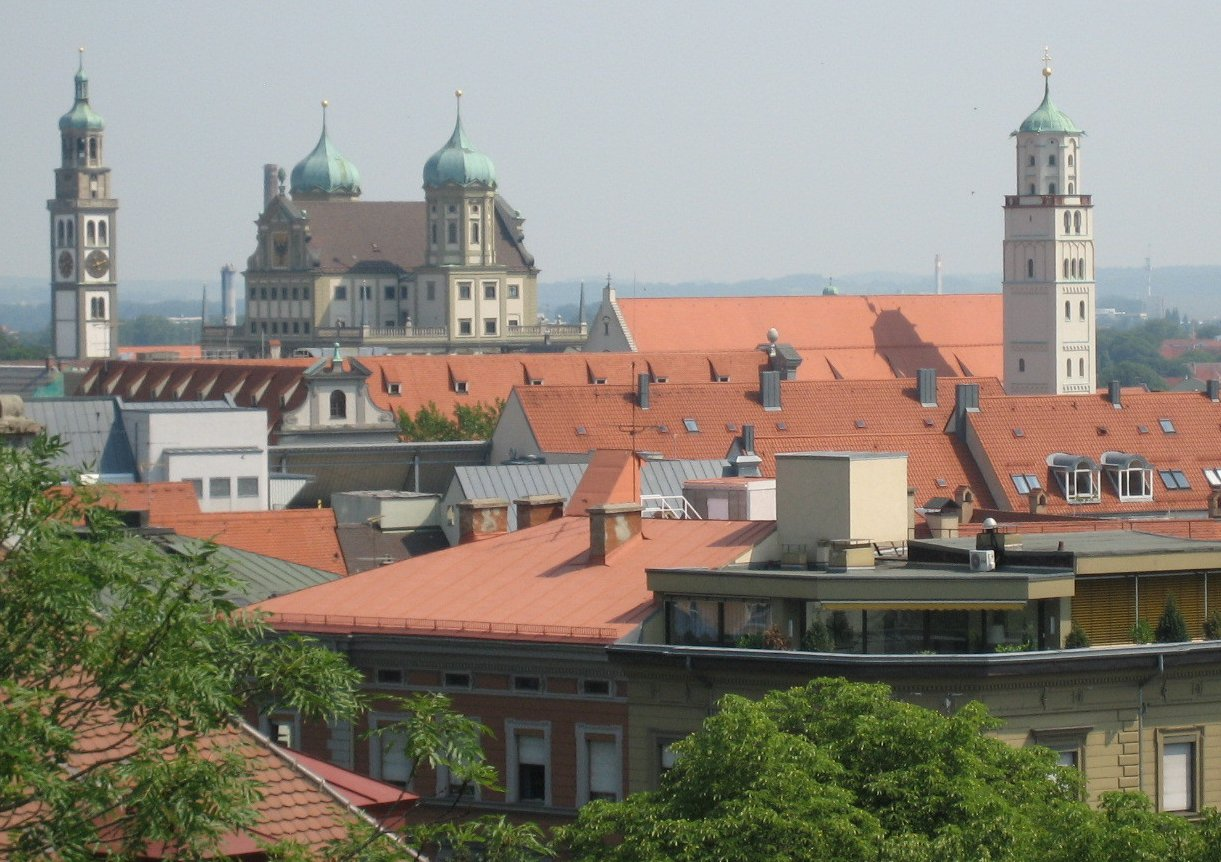
Ratusz i kościół St. Peter am Perlach przy Rathausplatz